# Willebrord Snell

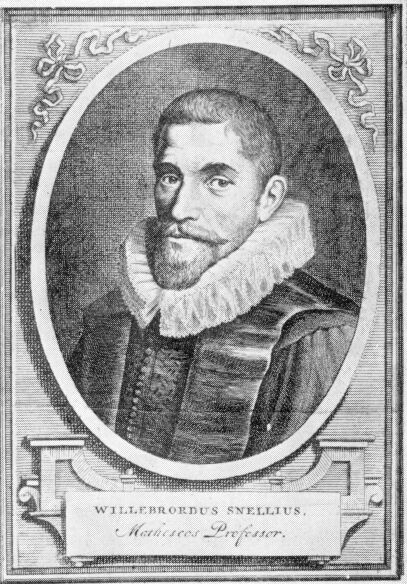
Willebrord Snell.

Willebrord Snel van Royen (latinskt namn Willebrord Snellius, på svenska oftast Willebrord Snell), född 1580 i Leiden, död där den 30 oktober 1626, nederländsk matematiker, astronom och fysiker.
Snell, som var professor vid Leidens universitet, upptäckte det konstanta förhållandet mellan sinus för infallsvinkeln och sinus för brytningsvinkeln vid ljusstrålars brytning, efter honom kallad Snells lag. Han var även den förste, som verkställde en gradmätning med hjälp av triangulering. Därvid löste han problemet att bestämma en punkts läge genom mätning av vinklarna mellan siktlinjerna från denna punkt till tre bekanta punkter. Mätningsbasen var endast 87 fot och resultatet föga tillfredsställande. Några av hans arbeten var Eratosthenes batavus (1617), Cyclometricus sive de circuli dimensione (1621) och Doctrinae triangulorum (1627).